# ОУ-Т-26
ОУ-Т-26 — лёгкий химический танк РККА.

## История
Танк был разработан сотрудниками НИО ВАММ им. Сталина под руководством Ж. Я. Котина в 1936 году.
Изготовленный опытный образец машины в декабре 1936 года прошёл испытания на полигоне ВАММ. На вооружении и в серийном производстве не состоял.

## Конструкция
Машина отличалась от серийного двухбашенного танка Т-26 установкой дополнительного огнемёта. Огнемёт был установлен на танке со стороны кормы и обеспечивал защиту от вражеской пехоты. В связи с установкой огнемёта танк конструктивным изменениям не подвергался.

### Вооружение
Огнеметание производилось на расстояние 12-15 м. Ёмкость баллона с огнесмесью составлял 18 литров и позволяла производить 12 огневых выстрелов.

### Подвижность
Характеристики подвижности танка ОУ-Т-26 были сохранены на уровне базовой машины.